# Zabba Lindner
Wolfgang „Zabba“ Lindner (* 15. Dezember 1949 in Köthen; † 23. Juni 2017 in Hamburg) war ein deutscher Schlagzeuger und Komponist.

## Leben
Über Mannheim kam er Anfang der 1960er Jahre mit seiner Familie nach Hamburg. Sein Vater Max Lindner war über 20 Jahre lang 1. Schlagzeuger im NDR-Sinfonie-Orchester unter Hans Schmidt-Isserstedt und Günther Wand.
Lindner spielte Jazz und Rock, leitete an Schulen Seminare, gab Workshops und arbeitete im Crossover-Bereich. Er schrieb mehrere Sinfonien, u. a. die „Mountain Rock Sinfonie“, die 2003/2004 in Bad Reichenhall und Berchtesgaden zusammen mit dem Philharmonischen Orchester Bad Reichenhall und mit der Jungen Philharmonie Salzburg aufgeführt wurde. Unter anderem spielte er zusammen mit Sphinx Tush, Tomorrow’s Gift, Release Music Orchestra, dem Even Mind Orchestra und Vollbedienung.
Im Oktober 2015 formierte sich das Duo The Two mit dem in Hamburg lebenden Saxophonisten Kurt Buschmann, das seit Januar 2016 Lindners Kompositionen "Melodien der Hamburg Sinfonie" konzertant aufführt.

## Diskografie (Auswahl)

### Tomorrow’s Gift
- 1973: Goodbye Future (Spiegelei)

### Release Music Orchestra
- 1974: Life (Brain)
- 1975: Garuda (Brain)
- 1976: Get The Ball (Brain)

### Zabba Lindner & The Rhythm' Stix
- 1982: Extra Ordinaire (Sky Records)[2]